# 山中事件
山中事件（やまなかじけん）とは1972年（昭和47年）に石川県江沼郡山中町（現：加賀市山中温泉）で発生した殺人事件、および冤罪事件。山中温泉殺人事件とも呼ばれる。
主犯として起訴された男性Bは、刑事裁判の第一審（金沢地裁）・控訴審（名古屋高裁金沢支部）で死刑判決を言い渡されたが、最高裁での破棄差戻し判決を経て、最終的に無罪が確定した。

## 事件の概要
1972年7月26日に山中町の山林で頭部が陥没骨折した白骨化した遺体が発見され、捜査の結果5月11日から行方不明になっていた男性（当時24歳）であると判明した。
被害者と金銭問題でもめていた男性A（当時24歳）は犯行を認めたものの主犯は同僚の男性B（当時26歳）であると主張。捜査当局は二人を逮捕、起訴した。男性Aは事件後の5月14日に男性Bに殴られて口封じのために殺害されそうになったと供述していたため、男性Bは殺人未遂罪でも起訴された。

## 殺人事件の無罪
1975年10月27日に金沢地裁は「主犯」とした男性Bに1人の殺人と共犯者への殺人未遂で有罪として死刑、最初に逮捕された男性Aを従犯として懲役8年を言い渡した。従犯とされた男性Aは控訴せず刑は確定したが、「主犯」とされた男性Bは控訴したものの2審の名古屋高裁は1982年1月19日に控訴を棄却した。
1989年6月22日、最高裁は有罪とした判断材料である、検察側が主張する自白の信憑性に疑問があるとした。最高裁が検察側の主張に疑問を抱いたのは、従犯とされたAが自白したとする供述内容と、実際の被害者の状況があまりにも違ったためである。
- 斧の一種であるヨキで殴打したと供述したが、その割には頭部の陥没跡が小さすぎること。
- 被害者を小刀で脇腹を刺したはずなのに、被害者の衣服にそのような痕跡が無いこと。
- Aが証言したように、暗闇の山林でBの行動を視認できたが疑問であること。

そのため最高裁は事実誤認があるとして、2審判決を破棄し名古屋高裁に審議を差し戻した。
1990年7月27日に名古屋高裁（山本卓裁判長）は殺人事件について仁保事件以来18年ぶりとなるとなる死刑判決差し戻しでの戦後6件目の死刑求刑事案の無罪判決を言い渡し、確定した。差し戻し審では岡山大学の教授・石津日出雄の鑑定でAの供述していた被害者の血痕反応がなく、マット下のビニールカバー一か所から検出された血液も被害者の血液型と異なることが判明していた。
なお、男性Bの男性Aに対する殺人未遂事件については、1審では口封じのための殺人未遂を認定した。しかし、その後の審理で強盗致死未遂事件とされ、強盗致死未遂事件として有罪が確定して懲役8年が宣告されたが、未決勾留日数が計上され、既に服役済みとして放免された。

## 事件後
事件後に男性Bは刑事補償を求めて提訴した。1991年1月31日に刑事補償法で定められていた一日当たりの最高額である9400円を掛けた刑事補償金を名古屋高裁刑事一部（柴田孝央裁判長）は認めた。刑事補償金は、逮捕から18年拘束された期間から、強盗致死未遂罪の懲役八年と強盗致死未遂の審理に要した期間400日を差し引いた3225日分を掛けた金額で合計3031万5000円となった。